# Angelika Nußberger
Angelika Helene Anna Nußberger (* 1. Juni 1963 in München als Angelika Helene Anna Joas) ist eine deutsche Rechtswissenschaftlerin und Slavistin. Seit 2002 ist sie an der Universität zu Köln Inhaberin des Lehrstuhls für Verfassungsrecht, Völkerrecht und Rechtsvergleichung. Von 2011 bis 2020 war sie Richterin, von 2017 bis 2019 Vizepräsidentin am Europäischen Gerichtshof für Menschenrechte (EGMR). Im Jahr 2020 kehrte sie an die Universität zu Köln zurück.

## Leben und Wirken
Angelika Nußberger studierte in München von 1982 bis 1987 Slavistik und von 1984 bis 1989 Rechtswissenschaft. 1988 erwarb sie ein Diplom in Rechtsvergleichung (diplôme en droit comparé) an der Universität Straßburg. In München erfolgte 1989 das Erste Staatsexamen und in Heidelberg 1993 das Zweite Juristische Staatsexamen. In Würzburg wurde sie 1993 mit einer Studie über das sowjetische Verfassungsrecht in der Übergangszeit promoviert. Nach einem Forschungsaufenthalt in Harvard (1994/1995) arbeitete Nußberger im Zeitraum von 1993 bis 2001 als Wissenschaftliche Referentin am Max-Planck-Institut für ausländisches und internationales Sozialrecht. Anschließend war Nußberger in den Jahren 2001 bis 2002 Rechtsberaterin am Europarat in Straßburg.
Im Jahr 2002 erfolgte in München ihre Habilitation mit einer Arbeit zu Sozialstandards im Völkerrecht. Im selben Jahr wurde sie zur Professorin an die Rechtswissenschaftliche Fakultät der Universität zu Köln berufen, wo sie seit dem 1. Oktober 2002 das Institut für osteuropäisches Recht und Rechtsvergleichung leitet. Seit 2021 ist das Institut für osteuropäisches Recht und Rechtsvergleichung der neugegründeten Akademie für europäischen Menschenrechtsschutz angegliedert, deren Direktorin Angelika Nußberger ist. Sie wurde 2010 Prorektorin der Universität zu Köln mit dem neugeschaffenen Rektorat für akademische Karriere, Diversität und Internationales. Zu ihren Forschungsschwerpunkten gehören der deutsche, europäische und internationale Grundrechtsschutz, vergleichendes Verfassungsrecht und der Einfluss des Völkerrechts auf die Rechtsentwicklung in Mittel- und Osteuropa.
Am 22. Juni 2010 wurde Nußberger von der Parlamentarischen Versammlung des Europarats zur Richterin am EGMR gewählt, wo sie am 1. Januar 2011 die Nachfolge von Renate Jaeger als von Deutschland entsandte Richterin antrat. Seit dem 1. November 2015 stand sie der 5. Sektion des EGMR als Sektionspräsidentin vor und am 1. Februar 2017 wurde sie zur Vizepräsidentin des Gerichts gewählt. Im Januar 2020 gab sie ihre Position als Richterin am EGMR an Anja Seibert-Fohr ab. Seit dem 1. Januar 2020 ist Nußberger außerdem ordentliches Mitglied der Venedig-Kommission für Deutschland. Im Februar 2020 wurde Nußberger durch den Präsidenten des EGMR als Nachfolgerin von Giovanni Grasso zu einem der drei internationalen Richter am Verfassungsgerichtshof von Bosnien und Herzegowina ernannt. Im Juli 2020 nahm Nußberger als Mitglied der „Commission de réflexion sur la Cour de cassation 2020–2030“ ihre Arbeit zur Erarbeitung von Reformvorschlägen für das oberste französische Gericht der ordentlichen Gerichtsbarkeit, dem Cour de cassation, auf. Am 18. August 2020 wurde sie vom hessischen Innenminister Peter Beuth zur Vorsitzenden der unabhängigen Expertenkommission „Verantwortung der Polizei in einer pluralistischen Gesellschaft – Die gute Arbeit der Polizeibeamten stärken, Fehlverhalten frühzeitig erkennen und ahnden“, die ein neues Leitbild der hessischen Polizei erarbeiten und ergriffene Maßnahmen evaluieren soll, ernannt.
Von 2004 bis 2010 war sie Mitglied des „Committee of Experts on the Application of Conventions and Recommendations“ der Internationalen Arbeitsorganisation (ILO) in Genf, von 2006 bis 2010 stellvertretendes Mitglied der Venedig-Kommission des Europarats. Im Dezember 2021 wurde sie zur Vizepräsidentin der Venedig-Kommission gewählt. Sie ist Mitglied der Ständigen Deputation des Deutschen Juristentags, des Präsidiums der Gesellschaft für Rechtspolitik, des Senats der Schader-Stiftung, des Kuratoriums des Max-Planck-Instituts für ausländisches und internationales Strafrecht, der International Academy of Comparative Law, der Vereinigung der Deutschen Staatsrechtslehrer, deren Vorsitzende sie seit 2022 ist, sowie Alumna der Studienstiftung des deutschen Volkes, von der sie von 1982 bis 1987 gefördert wurde.
Für ihre Arbeit wurden ihr zahlreiche Auszeichnungen verliehen. 2010 wurde ihr die Ehrendoktorwürde der Staatlichen Universität Tiflis und 2019 der Lucian-Blaga-Universität verliehen. Für 2015 wurde ihr der Schader-Preis zugesprochen. Im Jahr 2019 wurde sie in die Nordrhein-Westfälische Akademie der Wissenschaften und der Künste gewählt. Ebenfalls 2019 wurde ihr der Arthur-Burkhardt-Preis zugesprochen und das Ehrenzertifikat des japanischen Außenministeriums verliehen. Außerdem wurde sie 2019 Mitglied der französischen Ehrenlegion (Officier de la Légion d’honneur). Im Jahr 2020 wurde sie Honorary Bencher am Lincoln’s Inn. Darüber hinaus wurde ihr für die Jahre 2020 und 2021 durch den Bayerischen Anwaltsverband der Max-Friedlaender-Preis verliehen. 2022 wurde Nußberger zum Mitglied der Academia Europaea gewählt.
Sie ist verheiratet mit dem Biophysikprofessor Stephan Nußberger und hat zwei erwachsene Kinder.

## Schriften
Monografien
- Verfassungskontrolle in der Sowjetunion und in Deutschland. Eine rechtsvergleichende Gegenüberstellung des Komitet Konstitucionnogo Nadzora und des Bundesverfassungsgerichts. Baden-Baden 1994, ISBN 3-7890-3262-X.
- Sozialstandards im Völkerrecht. Eine Studie zu Entwicklung und Bedeutung der Normsetzung der Vereinten Nationen, der Internationalen Arbeitsorganisation und des Europarats zu Fragen des Sozialschutzes. Berlin 2005, ISBN 3-428-12009-4.
- zusammen mit Margareta Mommsen: Das System Putin. Gelenkte Demokratie und politische Justiz in Russland. München 2007, ISBN 3-406-54790-7.
- Das Völkerrecht: Geschichte, Institutionen, Perspektiven. München 2009, ISBN 978-3-406-56278-5.
- Die Menschenrechte. Geschichte, Philosophie, Konflikte. München 2021, ISBN 978-3-406-77381-5.

Herausgeberschaften
- Einführung in das russische Recht. München 2010, ISBN 978-3-406-48391-2.
- zusammen mit Caroline von Gall: Bewusstes Erinnern und bewusstes Vergessen. Der juristische Umgang mit der Vergangenheit in den Ländern Mittel- und Osteuropas. Tübingen 2011, ISBN 978-3-16-150862-2.
- zusammen mit Martin Aust, Andreas Heinemann-Grüder, Ulrich Schmid: Osteuropa zwischen Mauerfall und Ukrainekrieg. Besichtigung einer Epoche. Suhrkamp, Berlin 2022, ISBN 978-3-518-12777-3.